# Magnolia betongensis
Espèce
Statut de conservation UICN

 LC  : Préoccupation mineure
Magnolia betongensis est une espèce de plantes à fleurs de la famille des Magnoliacées. C'est un arbre vivant en Asie du Sud et du Sud-Est.

## Description
Cet arbre mesure jusqu'à 12 m de haut. Il fleurit d'avril à mai et donne des fruits de juin à septembre.

## Répartition et habitat
Cette espèce est présente au Népal, en Inde (état d'Assam), au Bhoutan, en Chine (Tibet), en Thaïlande, en Malaisie (péninsule ainsi que les états de Sabah et Sarawak à Bornéo) et en Indonésie.